# Ofensiva de Al-Shaddadi
A Ofensiva de Al-Shaddadi (2016), também denominada Operação Raiva de Khabur, foi uma ofensiva militar lançada pelas Forças Democráticas Sírias (FDS) durante a Guerra Civil Síria, em fevereiro de 2016. O principal objectivo desta operação era a captura da cidade estratégica de Al-Shaddadi e a zona sul da província de de al-Hasakah ao Estado Islâmico do Iraque e do Levante (EIIL). Durante a ofensiva, a coligação liderada pelos Estados Unidos efectuou mais de 86 ataques aéreos em Al-Shaddadi e nas áreas vizinhas, em apoio aos avanços das FDS. 

## Antecedentes
Em 31 de outubro de 2015, as FDS lançaram uma ofensiva para capturar a cidade de al-Hawl e a zona rural circundante ao EIIL. Em 13 de novembro, as FDS capturaram al-Hawl e o campo de refugiados de al-Hawl, juntamente com as áreas a leste e a sul da cidade, e em 16 de novembro, as FDS capturaram aréas a noroeste de Hawl. Em 22 de novembro, as FDS capturaram a cidade de Kama'il, a base do Regimento 121 e a área em redor. Em 30 de novembro, as FDS haviam capturado a barragem do Sul Hasakah e a vila de Qana, chegando a 25 quilómetros de Al-Shaddadi, tanto do norte quanto do nordeste. Durante a ofensiva de al-Hawl, as FDS capturaram 1.400 quilómetros quadrados de terra, incluindo mais de 240 cidades e aldeias. Em 23 de dezembro, as FDS haviam capturado a cidade de Al-Arishah. No mesmo dia, as FDS repeliram um ataque da milícia pró-Assad às suas posições na cidade. 

## Ofensiva
Em 16 de fevereiro de 2016, as FDS lançaram uma ofensiva para capturar a cidade estratégica de al-Shaddadi e a zona rural circundante, com uma força de cerca de 6.000 combatentes. As forças das FDS atacaram principalmente a partir de dois eixos, das montanhas Abdul al-Aziz e da área de al-Hawl, avançando em direção a Shaddadi a partir do noroeste e do nordeste. Em 18 de fevereiro, as FDS capturaram pelo menos oito aldeias e duas outras áreas, incluindo as aldeias de Mashtal e Mishwar, a sudoeste de Al-Hawl. No mesmo dia, as FDS também capturaram os campos de petróleo de Jabisah e Kabibah, ambos ao nordeste de Al-Shaddadi. Por esta altura, as forças das FDS capturaram 48 aldeias desde do início da ofensiva. Pelo menos 49 militantes do EIIL foram mortos e outros 12 foram feridos nos confrontos. 38 civis foram mortos por ataques aéreos da coligação liderada pelos EUA.
Em 19 de fevereiro de 2016, as FDS cortaram a estrada al-Shaddadi-al-Baaj, capturando várias aldeias no processo, incluindo: Dilan, Simalka, Ballouna, Dabshi, Meshal, Mashwar, Khirba, Givara, Umm Tanak, Umm Bouja e Misherfa. No mesmo dia, as FDS alcançaram a entrada nordeste de Al-Shaddadi, e eles também avançaram a menos de 3 quilómetros dos arredores de Al-Shaddadi, capturando a cidade de Sabaa. As forças das FDS também capturaram outras 47 aldeias ao redor de Al-Shaddadi e sitiaram completamente a cidade, bem como vários militantes do EI.

Mais tarde a 19 de fevereiro, al-Shaddadi foi capturada pelas FDS, ao mesmo tempo que um ataque da coligação liderada pelos EUA matava diversas figuras proeminentes do Estado Islâmico. 